# Язвищенский сельский округ
Язвищенский сельский округ — упразднённая административно-территориальная единица, существовавшая на территории Орехово-Зуевского района Московской области в 1994—2004 годах.
Язвищенский сельсовет был образован в первые годы советской власти. По данным 1921 года он входил в состав Кудыкинской волости Орехово-Зуевского уезда Московской губернии.
В 1926 году Язвищенский с/с включал 1 населённый пункт — деревню Язвищи.
В 1929 году Язвищенский сельсовет вошёл в состав Орехово-Зуевского района Орехово-Зуевского округа Московской области.
17 июля 1939 года к Язвищенскому с/с был присоединён Коротковский сельсовет (селение Коротково).
14 июня 1954 года к Язвищенскому с/с был присоединён Стенинский с/с.
20 августа 1960 года из Язвищенского с/с в Новинский было передано селение Загряжская, а из Новинского в Язвищенский — селение Радованье.
1 февраля 1963 года Орехово-Зуевский район был упразднён и Язвищенский с/с вошёл в Орехово-Зуевский сельский район. 11 января 1965 года Язвищенский с/с был возвращён в восстановленный Орехово-Зуевский район.
3 февраля 1994 года Язвищенский с/с был преобразован в Язвищенский сельский округ.
8 апреля 2004 года Язвищенский с/о был упразднён, а его территория передана в Новинский сельский округ.